# Eikenooglapmot
De eikenooglapmot (Bucculatrix ulmella) is een vlinder uit de familie ooglapmotten (Bucculatricidae). De wetenschappelijke naam is voor het eerst geldig gepubliceerd in 1848 door Zeller.
De soort komt voor in Europa.